# Addrisi Brothers
Addrisi Brothers foi uma dupla estados unidense de Winthrop, Massachusetts. Eles eram de fato irmãos e se chamavam Donald Addrisi (14 de dezembro de 1938 - 13 de novembro de 1984) e Richard Addrisi, conhecido como Dick (nascido em 4 de julho de 1941).
Tanto Don quanto Dick fizeram parte do grupo acrobático de sua família, The Flying Addrisis.
Nos anos 50 eles discutiram com Lenny Bruce sobre o início de uma dupla e então se mudaram para a Califórnia. Participaram de audições para o Mickey Mouse Club mas foram eliminados. No entanto logo firmaram contrato com a Del-Fi Records e gravaram diversos singles. Obtiveram uma modesta repercussão com "Cherrystone" (1959), mas sem muito sucesso. Outros trabalhos foram lançados pela Imperial Records e Warner Bros. Estes trabalhos também não tiveram muita projeção, então a dupla partiu para a composição musical.
O grande êxito como compositores veio com a canção "Never My Love", sucesso do grupo The Association. Nos anos 70 a parceria conquistara diversos outros sucessos. Compuseram o tema musical do programa Nanny and the Professor. Trabalharam juntos até o falecimento de Don Addrisi em 1984, vítima de câncer no pâncreas.
Atualmente Richard Addrisi vive em Buenos Aires, Argentina.
- Este artigo foi inicialmente traduzido, total ou parcialmente, do artigo da Wikipédia em inglês cujo título é «Addrisi Brothers».